# Emily Loizeau
Emily Loizeau (Neuilly-sur-Seine; 7 de febrero de 1975) es una compositora y actriz francesa.

## Biografía
Loizeau nació de padre francés y madre inglesa. Es la nieta de la actriz inglesa Peggy Ashcroft, y la hermana de la periodista Manon Loizeau.

## Discos
- 2005: Folie en Tête
- 2006: L'autre bout du monde
- 2007: L'autre bout du monde (Reedición)
- 2007: Live
- 2009: Pays Sauvage
- 2012: Mothers & Tygers